# Asterina scruposa
Asterina scruposa är en svampart som beskrevs av Syd. 1938. Asterina scruposa ingår i släktet Asterina och familjen Asterinaceae.   Inga underarter finns listade i Catalogue of Life.